# Brachypterus viridinitens
Brachypterus viridinitens is een keversoort uit de familie bastaardglanskevers (Kateretidae). De wetenschappelijke naam van de soort werd in 1950 gepubliceerd door Lindberg.